# Blodets röst
Blodets röst är en svensk dramafilm från 1913 i regi av Victor Sjöström. 

## Om filmen
Filmen premiärvisades 7 september 1913 vid Verdensspeilet  i Oslo (då ännu kallat Kristiania) i Norge med svensk premiär 22 september på biograf Cosmorama i Göteborg. Filmen spelades in vid Svenska Biografteaterns ateljé på Lidingö med exteriörer från Djurgården i Stockholm av Henrik Jaenzon.

## Rollista (i urval)
- Victor Sjöström – Daniel Barkner, bankkamrer
- Ragna Wettergreen – Louise, Daniels hustru
- Greta Almroth – Ruth, Daniels och Louises dotter
- Richard Lund – Lander, advokat
- John Ekman – bankdirektör
- Erland Colliander
- Erik A. Petschler
- Olof Sandborg